# Rhopalophora bicolorella
Rhopalophora bicolorella är en skalbaggsart som beskrevs av Knull 1934. Rhopalophora bicolorella ingår i släktet Rhopalophora och familjen långhorningar. Inga underarter finns listade i Catalogue of Life.